# Metacirolana caeca
Metacirolana caeca là một loài chân đều trong họ Cirolanidae. Loài này được Hansen miêu tả khoa học năm 1916.